# Tsamay (Sprache)
Tsamay (Bago Ts’amakkilo, auch bekannt als Tsamai, Tsemay, Bago S’aamakk-Ulo, Cule, Kuile, Kule, S’amai, Tamaha, Ts’amay, Tsamakko und Tsamako) ist eine Dullay-Sprache, welche von 19'200 Personen westlich des Chamosees, welche zur Ethni der Tsamay gehören, gesprochen wird.
Die offizielle Schrift ist die lateinische Schrift.
Sprecher des Tsamay sprechen häufig auch Hamer-Banna oder Konso.